# Oakdale (Louisiana)
Oakdale és una població dels Estats Units a l'estat de Louisiana. Segons el cens del 2000 tenia 8.137 habitants.

## Demografia
Segons el cens del 2000, Oakdale tenia 8.137 habitants, 2.246 habitatges, i 1.525 famílies. La densitat de població era de 619,7 habitants/km².
Dels 2.246 habitatges en un 34,5% hi vivien nens de menys de 18 anys, en un 40,6% hi vivien parelles casades, en un 23% dones solteres, i en un 32,1% no eren unitats familiars. En el 29% dels habitatges hi vivien persones soles el 13,7% de les quals corresponia a persones de 65 anys o més que vivien soles. El nombre mitjà de persones vivint en cada habitatge era de 2,54 i el nombre mitjà de persones que vivien en cada família era de 3,13.
Per edats la població es repartia de la següent manera: un 21,2% tenia menys de 18 anys, un 10,3% entre 18 i 24, un 38,6% entre 25 i 44, un 18,3% de 45 a 60 i un 11,6% 65 anys o més.
L'edat mediana era de 34 anys. Per cada 100 dones de 18 o més anys hi havia 179,2 homes.
La renda mediana per habitatge era de 22.826 $ i la renda mediana per família de 28.506 $. Els homes tenien una renda mediana de 32.179 $ mentre que les dones 16.039 $. La renda per capita de la població era de 10.288 $. Entorn del 21,7% de les famílies i el 23,4% de la població estaven per davall del llindar de pobresa.

## Poblacions més properes
El següent diagrama mostra les poblacions més properes.